# Karim Khan Zand
Pour les articles homonymes, voir Karim Khan Zand (homonymie).
Karim Khan Zand (persan : کریم خان زند, Karim Khān Zand; kurde : کەریم خان زەند, Kerîm Xan Zand) (1705–1779) était un chef kurde et le fondateur de la dynastie Zand en Iran. Il est surtout connu pour avoir restauré la paix et la prospérité après des années de conflits internes qui ont suivi la chute des Safavides. Bien qu’il ait été un souverain puissant, il a refusé le titre de « Shah » et a préféré celui de « Vakil al-Ro’aya » (« Avocat du Peuple »), se présentant comme un défenseur des intérêts populaires[réf. incomplète].

## Jeunesse et origines
Karim Khan est né au sein de la tribu Zand, une tribu kurde Laki originaire des montagnes du Lorestan dans l’ouest de l’Iran. Dès son plus jeune âge, il fut formé aux arts de la guerre et de la diplomatie, des compétences essentielles dans les luttes tribales de l’époque. Les tribus kurdes, connues pour leur indépendance et leur forte cohésion sociale, avaient une longue tradition de résistance contre les pouvoirs centraux, et Karim Khan héritait de cette culture de loyauté tribale[réf. incomplète].

## Ascension au pouvoir
Après la chute de l’Empire safavide, l’Iran était fragmenté en différents territoires sous contrôle de chefs de guerre rivaux. Karim Khan se distingua par sa capacité à unifier les tribus et à prendre le contrôle de la ville de Chiraz, qu’il établit comme sa capitale en 1751. Il consolida son pouvoir en formant des alliances avec d’autres chefs tribaux et en vainquant ses rivaux lors de plusieurs batailles clés[réf. incomplète].

## Politique intérieure et réformes
En tant que souverain, Karim Khan mit en œuvre de nombreuses réformes pour stabiliser l’Iran, rétablissant l’agriculture et le commerce qui avaient été gravement perturbés par les décennies de guerre civile. Il était reconnu pour son souci du bien-être des paysans et des classes inférieures, une attitude probablement influencée par son origine tribale kurde, où le chef doit veiller à l’ensemble de la communauté[réf. incomplète]. Il réduisit les impôts et s’assura que les terres agricoles soient protégées, encourageant la prospérité économique dans ses territoires.

## Relations extérieures
Bien que son règne ait principalement consisté à restaurer l’ordre interne, Karim Khan dut également faire face à des menaces extérieures. Ses campagnes militaires contre les Ottomans et les Qajars furent menées avec l’objectif de protéger les frontières de l’Iran, mais il préféra maintenir la paix avec les grandes puissances, se concentrant sur le développement interne[réf. incomplète]. Son pragmatisme dans les relations extérieures, ainsi que son utilisation de la diplomatie tribale, lui permit de consolider son règne sans engager l’Iran dans des guerres prolongées.

## Mort et héritage
Karim Khan mourut en 1779, laissant derrière lui un empire relativement stable, mais ses successeurs ne purent maintenir l’unité. Peu après sa mort, des luttes intestines éclatèrent au sein de la dynastie Zand, ce qui permit à Agha Mohammad Khan Kajar de s’emparer du pouvoir et de fonder la dynastie Kajar. Aujourd’hui, Karim Khan est toujours vénéré pour son sens de la justice, sa simplicité et son engagement envers les principes de service public, hérités de ses racines kurdes [réf. incomplète].